# Açude de Bodocongó

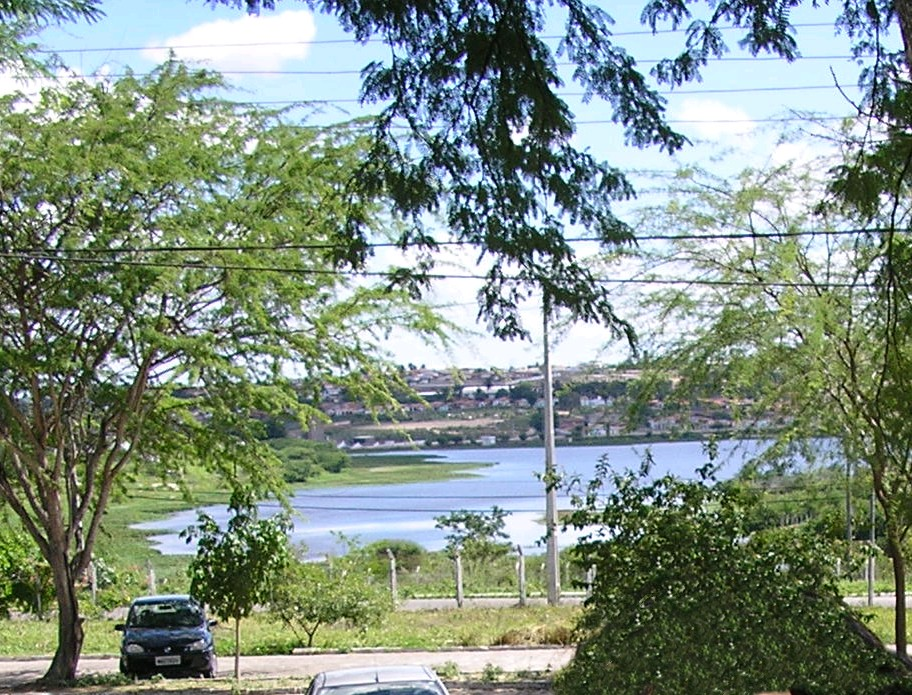
Açude Bodocongó, Campina Grande, Paraíba

O Açude de Bodocongó é um açude situado na cidade brasileira de Campina Grande e foi originalmente criado por conta da escassez de água na região, uma vez que o Açude Novo e o Açude Velho já não estavam suprindo as necessidades da população. Além do mais, o Açude de Bodocongó fica muito distante dos Açudes Novo e Velho, podendo abastecer gente que morava muito longe do centro da cidade.

## História

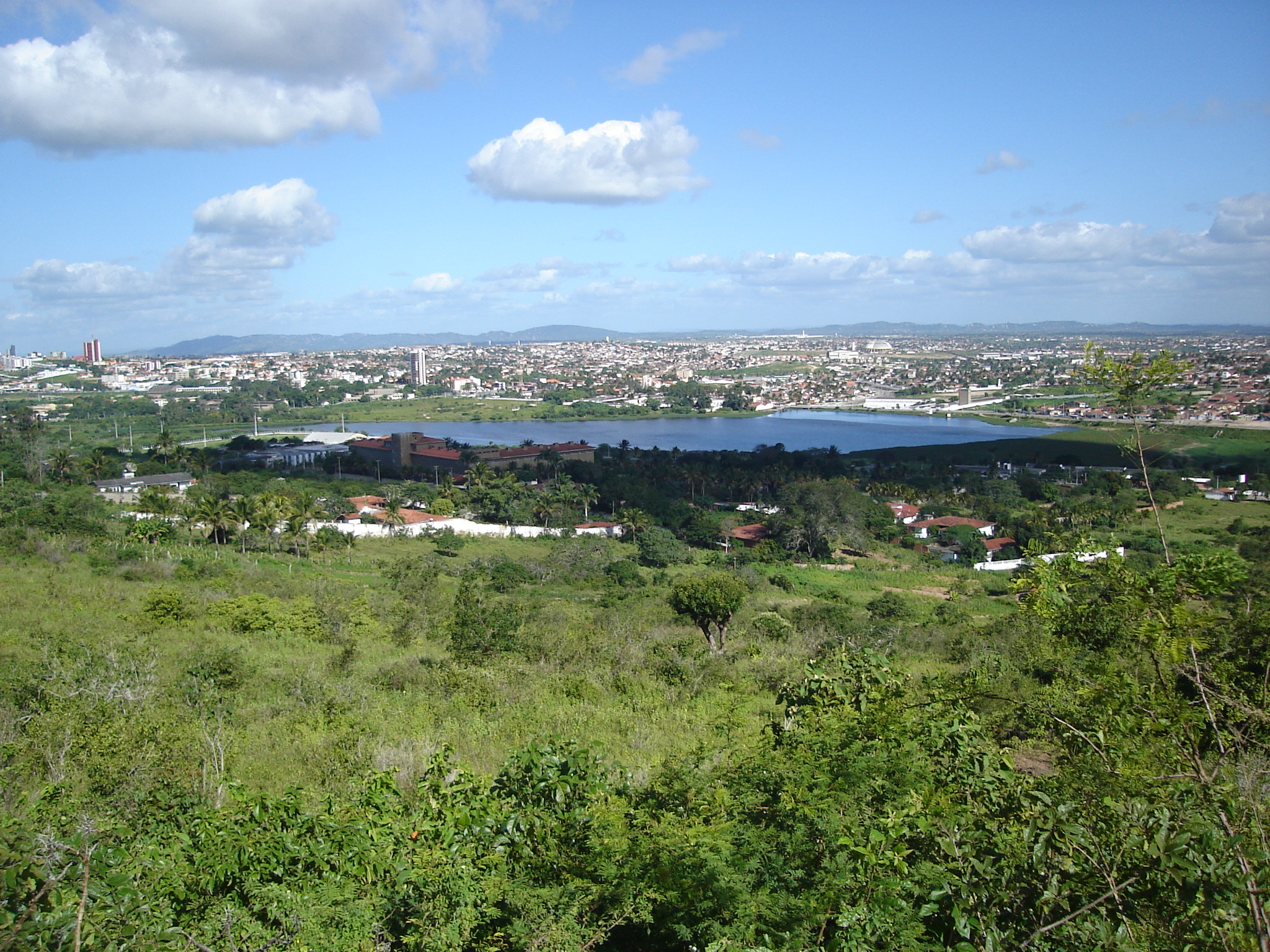
Visão do Açude Bodocongó a partir de lugar próximo ao PacTcPB. É possível ver o Ginásio O Meninão ao longe

Para sua criação, a prefeitura (na época Cristiano Lauritzen era o prefeito da cidade) trouxe da Inspetoria Federal de Obras Contra as Secas (IFOCS), atual DNOCS, um engenheiro que instalou no antigo sítio Ramada o novo açude. Em 1915 se dá o início de sua construção, que terminou no dia 15 de janeiro de 1917, sendo entregue à população em 11 de fevereiro do mesmo ano.
Apesar da quantidade de sal das águas do açude, surgiram ao seu redor um curtume (Curtume Vilarim), uma fábrica têxtil (S/A Indústria Têxtil de Campina Grande) comandada durante anos por dois irmãos os senhores Ademar Veloso da Silveira e Agostinho Veloso da Silveira, um matadouro e, por fim, o bairro que recebeu o nome de Bodocongó por conta do riacho.
Na década de 1950 existia um clube aquático no Açude de Bodocongó, porém ele faliu na década seguinte.